# Geschichte von Hallerburg
Die Geschichte von Hallerburg im heutigen Niedersachsen setzte wahrscheinlich im Mittelalter ein, da laut der Ortsnamenforschung der Name Hallerburg wegen seiner Endung -burg während der Rodezeit zwischen 800 und 1350 entstand.

## Die Kasseler Heerstraße
Die Kasseler Heerstraße, die durch Bodensen, Hallerburg und den Innenhof der Burg „Hallerburg“ hindurchführte, wurde seit dem 12. Jahrhundert als Heerstraße und Handelsweg zwischen Süddeutschland und Norddeutschland benutzt. Seit dem 17. Jahrhundert galt sie als die wichtigste Poststraße in Niedersachsen. In besonders gesicherten Orten wie beispielsweise Alfeld, Dehnsen, Hallerburg und Pattensen wurde Wegegeld erhoben. Die Bewohner der naheliegenden Orte waren zu Hand- und Spanndiensten verpflichtet und mussten dabei die Heerstraße instand setzen und warten sowie Zugtiere zur Verfügung stellen.
Von 1768 bis 1770 wurde der Streckenabschnitt von Wülfingen bis Thiedenwiese auf der jetzigen Wegführung der Bundesstraße 3 als „Chaussee“ ausgebaut und die vorherige Trasse von Wülfingen über Hallerburg nach Thiedenwiese stillgelegt.

## Wüstung Bodensen
Wegen der sumpfigen Lage rund um die Haller bewohnten die Bauern vor Ort das Dorf Bodensen, das im Norden des Hallertales in höherer Lage in der Nähe der alten Heerstraße nach Hannover und Göttingen lag. Hier gab es Quellen und ein Wiesengelände, das von einem Bach durchflossen wurde. Von Bodensen aus rodeten die Bauern den Wald am Talhang und bewirtschafteten danach die entstandene Feldmark, die an dem sanften Hang zur Haller hinunterführte. Der 1369 urkundlich erwähnte Böhnser Weg kreuzte die Heerstraße und führte als Kirchweg zur St.-Dionysius-Kirche im Nachbardorf Adensen.
Das Dorf Bodensen wurde, so nimmt man wegen der Endung im Ortsnamen -sen (= Gruppensiedlung) an, während der Ausbauzeit (Altsächsischer Landesausbau in der frühmittelalterlichen Rodungszeit zwischen 500 und 800 n. Chr.) gegründet. Bodensen wird in den Jahren 1300, 1322 und 1344 in mittelalterlichen Urkunden erwähnt. Um 1360 gaben die Bauern Bodensen auf und zogen in das um 1360 gegründete Dorf Hallerburg, das neben der Burg Hallerburg entstand. Ursache für die Aufgabe von Bodensen war die Überführung der ursprünglich freien Höfe in Lehnsland und später in grundherrlich abhängiges Meierland. Als Ersatz für die verlassenen Höfe wurden seinerzeit große leistungsfähige Meierhöfe in Hallerburg gebaut.

## Entstehung der Burg Hallerburg und des Dorfes Hallerburg
Hallerburg als Erbe der Herrschaft Adenoys
Der Ort Hallerburg liegt zwischen den beiden Ortschaften Alferde und Adensen. In Adensen herrschte von 1124 bis 1322 die Familie von Adenoys. Ihre Herrschaft beschränkte sich auf die Ortschaft Adensen, auf die benachbarten Dörfer und auf die Orte Pussensen und Bodensen. Johann III. von Adenoys, der keine Söhne hatte, gab am 9. März 1322 seine Lehngüter dem Bischof von Minden zurück. Der Bischof verlehnte die Lehngüter anschließend dem Grafen Gerhard von Hallermunt, dem Enkel von Johann II. von Adenoys. Damit gingen die Aufgaben des Gerichtes und der Verwaltung der ehemaligen Herrschaft Adenoys an die Grafen von Hallermunt in Hallerburg über.
Die Burg Hallerburg auf der Hallerinsel
Es ist nicht bekannt, wann die Burg Hallerburg erbaut wurde. Zum ersten Mal wurde sie im Jahr 1362 in einer Urkunde erwähnt. Der Herzog Wilhelm von Braunschweig und Lüneburg, ein Welfe, ließ die Burg „Hallerburg“ auf der Hallerinsel bauen, damit der Pfandzoll und Wegzoll von den Durchreisenden erhoben werden konnte. An beiden Seiten der Durchfahrt zum Ort Hallerburg wurden vier Meierhöfe als Vorwerke gebaut, um diesen Zugang zur Burg zu sichern. Herzog Wilhelm von Braunschweig und Lüneburg erwarb 1365 diese vier Vorwerke, die seine Burg schützen sollten. Die „Hallerburg“ war für ihn lediglich eine Geldanlage. Wenn ihm Geld fehlte, lieh er sich Geld von einem Adligen und überließ ihm dafür die „Hallerburg“ als Pfandschloss. Seine Einkünfte von der Burg bestanden im Wesentlichen aus dem Zoll beim Hallerübergang, aus den Abgaben der vier Meierhöfe und der Zehntabgabe aus der Feldmark des früheren Ortes Bodensen, die nun von den Bauern in Hallerburg bewirtschaftet wurden.
Die Burg „Hallerburg“ wurde im Jahr 1428 von Otto Claudus, Herzog von Lüneburg, belagert und 1519 in der Hildesheimer Stiftsfehde zerstört. Bis 1970 sah man am Standort der Hallerburg ein von Gräben umzogenes Quadrat von fast fünfzig Meter Seitenlänge.
Die Adenser Gohe und der Gohgräfe in Hallerburg

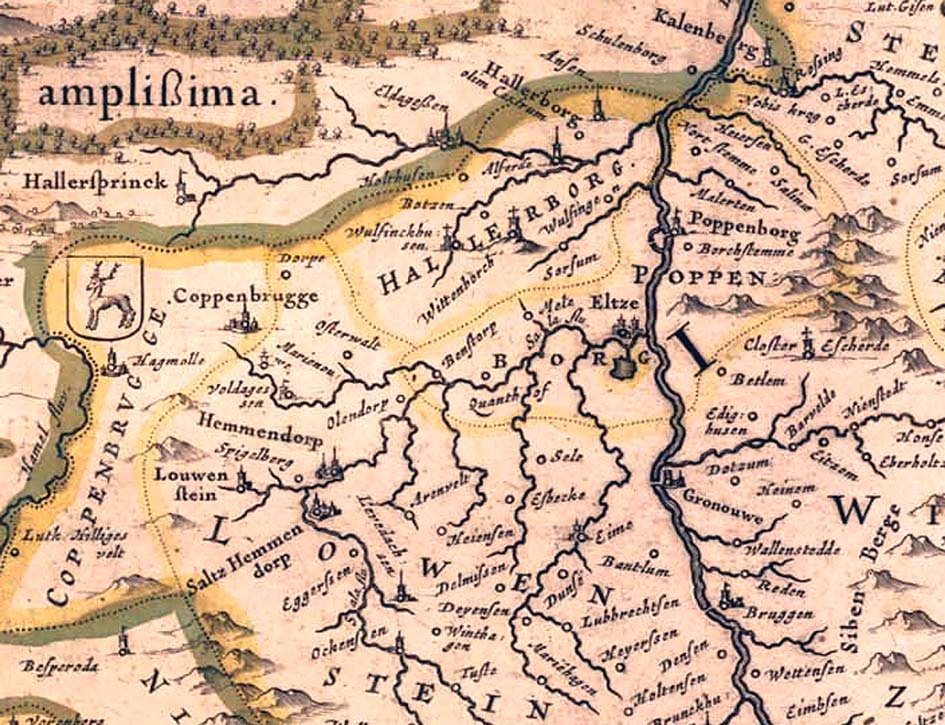
Karte mit dem Gerichtsbezirk Hallerburg im Jahr 1645

Nach der Zerstörung der Hallerburg gingen die Aufgaben des Gerichts und der Verwaltung der ehemaligen Herrschaft Adenoys für die Jahre 1523 bis 1852 an das welfische Amt Calenberg über. In dieser Zeit bestand die „Adenser Gohe“, die die Orte Adensen, Alferde, Boitzum, Hallerburg, Holtensen, Sorsum, Wittenburg, Wülfingen und Wülfinghausen umfasste. In Adensen arbeitete von 1523 bis 1609 ein für die „Adenser Gohe“ zuständiger Verwaltungs-, Urkunds- und Gerichtsbeamter, der sogenannte Gohgräfe. Von 1610 bis 1852 war der „Gohgräfe“ in Hallerburg tätig. Seit 1668 arbeitete er in Hallerburg nicht mehr – wie bisher – in seinem Privathaus, sondern in dem Amtshaus, das damals an der westlichen Seite der jetzigen „Hallerstraße“ vor der Haller stand. Vor dem ehemaligen Standort des Amtshauses steht noch heute am Straßenrand der originale Grenzstein und links ein Hofgebäude von Fritz Lampe. 1852 wurde die „Adenser Gohe“ aufgelöst. Zuständig für die Verwaltung von Adensen und Hallerburg war dann das Amt Calenberg und für gerichtlichen Angelegenheiten das Amtsgericht Calenberg. 1885 wurde der Landkreis Springe aus den Ämtern Calenberg und Springe gebildet. Das Amtsgericht Calenberg ist im Jahr 1939 mit dem Amtsgericht Elze vereinigt worden.
Die Feuersbrunst vom 4. Oktober 1667
Hallerburg vergrößerte sich durch den Bau von Kötnereien. Im 16. Jahrhundert entstanden durch die Teilung von drei Meierhöfen sechs Kötnerei. Am 4. Oktober 1667 brach eine Feuersbrunst aus, die vier Höfe in Schutt und Asche legte und einen großen Teil von Hallerburg zerstörte. Später gelang der Wiederaufbau von drei Höfen; der vierte Hof wurde erst im Jahr 1877 aufgebaut, nachdem die Ländereien dieses Meierhofes 210 Jahre verpachtet waren. Die Ackerflächen der Hallerburger Höfe betrugen im Jahr 1982 insgesamt 226,15 ha.
Das Ende der alten Heerstraße
Von 1768 bis 1770 wurde die alte Heerstraße durch die Göttinger Chaussee, die jetzige Bundesstraße 3, ersetzt. Sie wurde oberhalb von Adensen und Hallerburg am Adenser Berg entlanggeführt. In der Verkopplung von 1875 wurde die Trasse der alten Heerstrasse in der Feldmark entfernt. Sie verlief in Hallerburg über die Straßen „Burgweg“, „Hallerstraße“ und „Am Tiergarten“.
Der Hallerburger Kirchweg
Fünfhundert Jahre lang gab es von Hallerburg nach Adensen keine Verbindungsstraße. Benutzt wurde nur ein Fuß- und Reitweg durch die Felder. Dieser schmale Weg hieß „Hallerburger Kirchweg“. Er begann in Hallerburg wahrscheinlich an der Kreuzung „Hallerstraße“ und „Burgweg“, führte über die Straßenecke vom „Hirtenweg“ und „Grenzweg“ durch die Feldmark zur Straße „Am Pfarrkamp“ in Adensen. Später wurde der „Hallerburger Kirchweg“ zum Leidwesen der Benutzer umgepflügt.
Die Hallerstraße
Erst in der Mitte des 19. Jahrhunderts wurde die Durchgangsstraße gebaut, die von Adensen durch Hallerburg und vom Ortsende bis zum Jahr 1970 nach Alferde führte. Wenn man heute auf der „Hallerstraße“ am Standort der ehemaligen Hallerbrücke steht, die 1747 erbaut und 1970 entfernt wurde, erkennt man in Richtung Osten zwischen den Bauernhöfen den ehemaligen östlichen Verlauf des nördlichen Hallerarmes, der im Osten von Hallerburg neben dem Vollmeierhof Severin nach rechts zum südlichen Hallerarm abbog. Wenn man auf der Umgehungsstraße K 505 nach Süden blickt, erkennt man zwischen zwei Baumreihen den ehemaligen Verlauf des nördlichen Hallerarmes zum südlichen Hallerarm, in dem jetzt die Haller fließt.
Ehemalige Müllhalde von Adensen und Hallerburg
Die durch eine Wiese abgedeckte ehemalige Müllhalde von Adensen und Hallerburg aus dem zweiten Drittel des 20. Jahrhunderts liegt zwischen Adensen und Hallerburg und wird von dem Vollmeierhof Severin und den Straßen „Hallerstraße“, „Hallerburger Straße“ und der „Kreisstraße K 505“ begrenzt. Diese Wiese wird als Pferdeweide, als Platz für das Osterfeuer und für die Dorffeste genutzt.
Ehemaliges Klärwerk von Adensen und Hallerburg und die Trinkwassergewinnung
Das ehemalige Klärwerk von Adensen und Hallerburg befindet sich südlich der ehemaligen Müllhalde zwischen der Haller und der Kreisstraße K 505. Nach der Eingemeindung von Adensen und Hallerburg in Nordstemmen wurden die Abwässer der beiden Orte zum Klärwerk von Nordstemmen geführt. Das Trinkwasser von Adensen und Hallerburg wurde bis zu diesem Zeitpunkt am Marienberg gewonnen, aber nach der Eingemeindung in Nordstemmen an das dortige weiche Trinkwasser aus der Okertalsperre angeschlossen.
Regulierung der Haller und Bau der Kreisstraße K 505
Bei Hochwasser wurde Hallerburg regelmäßig überschwemmt, weil der nördliche Arm der Haller mitten durch das inzwischen eng bebauten Dorf hindurchfloss. Erst 1970 wurde die Kreisstraße K 505 als Umgehungsstraße von Adensen und Hallerburg gebaut. Der nördliche Arm der Haller wurde stillgelegt, der südliche Arm der Haller am Ortsrand von Hallerburg eingedeicht und die K 505 in Deichhöhe an der Südseite von Hallerburg vorbeigeführt. Die K 505 verläuft seitdem über den ehemaligen Standort der Hallerburg. Seitlich der Straße sind nur wenige Reste des Fundamentes der Hallerburg zwischen den Gräsern sichtbar.
Gemeinsame Teilhabe der Orte Hallerburg und Adensen
Die Bürger von Hallerburg und Adensen besuchen seit dem Kirchbau die Gottesdienste in der St. Dionysius-Kirche in Adensen, sie nutzen in Adensen gemeinsam den Dorfladen, die Handwerksbetriebe, die Firmen, den Sportplatz, die Mehrzweckhalle, die Schule und die Kindertagesstätte. Dadurch entstanden enge partnerschaftliche Verbindungen, die auch an der gemeinsamen Teilhabe an den Vereinen und Dorffesten sichtbar wird. Bei der Gebietsreform entschieden sich beide Orte gemeinsam für einen Anschluss an die Einheitsgemeinde Nordstemmen. Die Landwirte sagten damals, der Vorteil von Nordstemmen sei die Zuckerfabrik; sie sei wichtig für die örtlichen Landwirte.
Erhalt der eigenen Identität von Hallerburg und Adensen
Die eigene Identität beider Orte soll bestehen bleiben. Deshalb wurden die freien Grundstücke, die zwischen Adensen und Hallerburg liegen, nicht bebaut. Beide Orte erhielten ihre eigenen Wahlräume und ihre eigenen politischen Vertreter: Adensen seinen Ortsrat mit dem Ortsbürgermeister und Hallerburg 
seinen Ortsvorsteher.